# Пинсон, Мартин Алонсо
Марти́н Ало́нсо Пинсо́н (Пинзон) (исп. Martín Alonso Pinzón; 1441, Палос-де-ла-Фронтера — 1493, там же) — испанский судовладелец, мореплаватель и открыватель новых земель. Участник первой экспедиции Христофора Колумба. Капитан каравеллы «Пинта», старший брат капитана каравеллы «Нинья» Висенте Яньеса Пинсона.

## Биография
Родился в Палосе в 1441 году (по другим источникам, в 1440 году) в семье мореплавателей. В молодости совершил путешествие к берегам Африки. Отличался мятежным нравом, за что был уволен с морской службы. Эти качества проявились в нём и во время путешествия к берегам Америки вместе с Христофором Колумбом. Братья Пинсоны (Мартин Алонсо, Франсиско и Висенте) создали успешную судостроительную компанию и, узнав о готовящейся экспедиции Колумба к берегам Вест-Индии, горячо поддержали эту идею.

### Открытие Америки

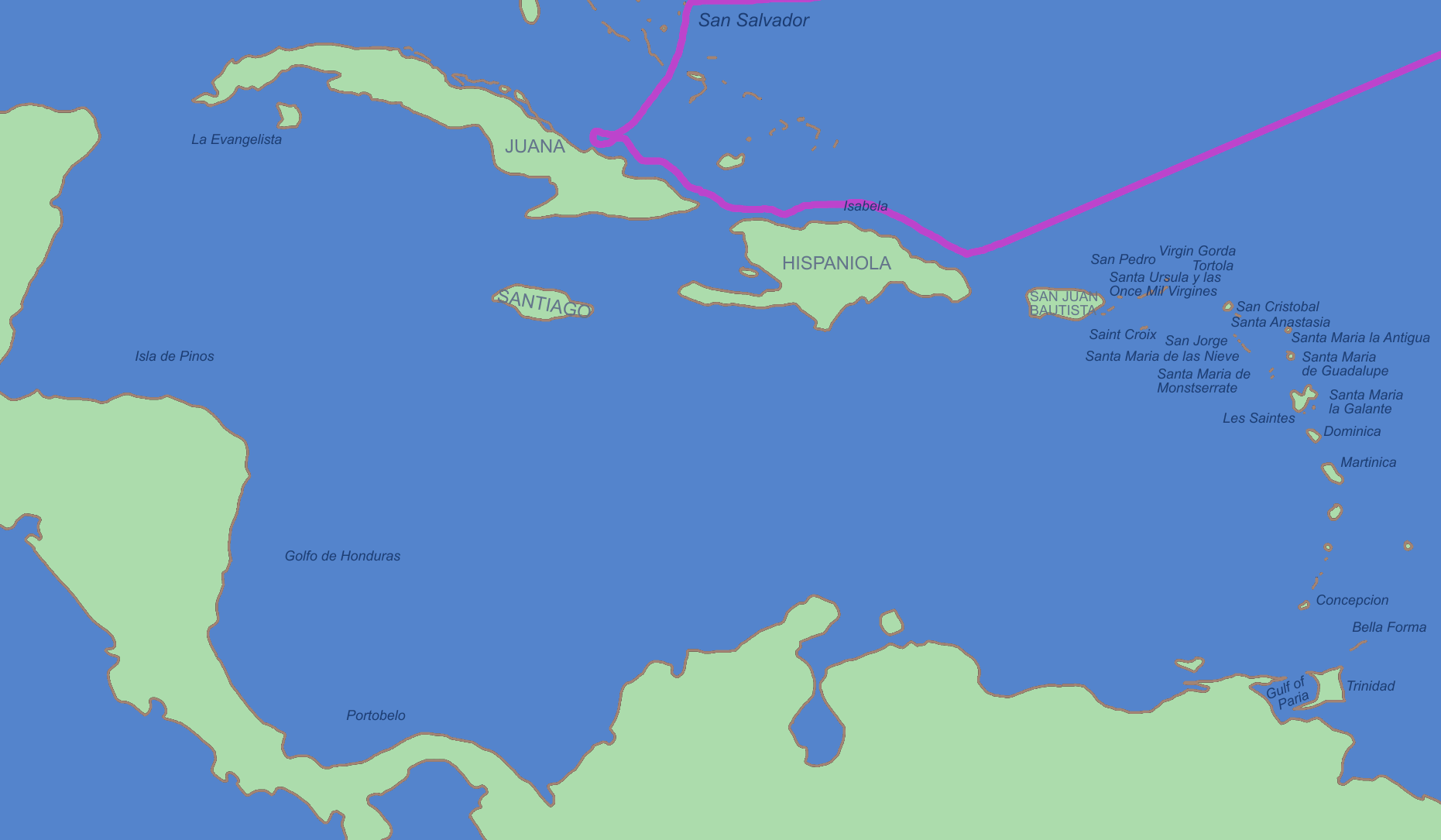
Первая экспедиция

Впервые Мартин Алонсо узнал о проекте Колумба от настоятеля монастыря Рабида Хуана Переса. В монастыре в это время на попечении монахов жил сын Колумба Диего. Колумб прислушался к монаху и встретился со старшим Пинсоном, а затем и с его братьями. Пинсон оказал Колумбу протекцию через советника королевы Изабеллы, а также оплатил одну восьмую часть расходов. Кроме того, он предоставил первооткрывателю Америки свой корабль «Пинта», став его капитаном. Его родной брат возглавил «Нинью». Также деньги, под поручительство Пинсона, выдали местные марраны (крещёные евреи) в зачёт своих платежей в бюджет. Среди них был раввин и королевский казначей, наставник Кастильской Авраам Сениор (Коронель) и его зять Майера Меломед.
Однако во время самого путешествия Пинсон отличался самовольными действиями и неоднократно выходил из подчинения. 21 ноября 1492 года он оставил Колумба возле острова Куба, надеясь обнаружить воображаемый остров (Osabeque). Он также первым обнаружил Гаити, и реку, где он высадился (теперь Порто-Кабелло; эта река изначально носила его имя).
Воссоединение с основной экспедицией произошло на побережье Гаити 6 января 1493 года. Своё отсутствие Пинсон объяснил влиянием погодных условий.
На обратном пути близ Азорских островов он снова оставил экспедицию и устремился в Испанию, надеясь быть первым и сообщить новость об открытии. Опередить Колумба ему помешал ураган. Загнанный стихией в порт Байона в Галисии, Пинсон отправил письмо королю и просил аудиенцию. 15 марта 1493 года корабль Колумба «Нинья» встречали в Полосе. Корабль Пинсона «Пинта» опоздал буквально на несколько часов и причалил в тихом месте. Отправившись в Мадрид, чтобы предпринять новую попытку увидеть короля, Мартин Алонсо был встречен посыльным, который запретил ему появляться. Гнев и ревность, добавившиеся к лишениям путешествия, подорвали его здоровье, и несколько месяцев спустя он умер.

#### Хронология путешествия

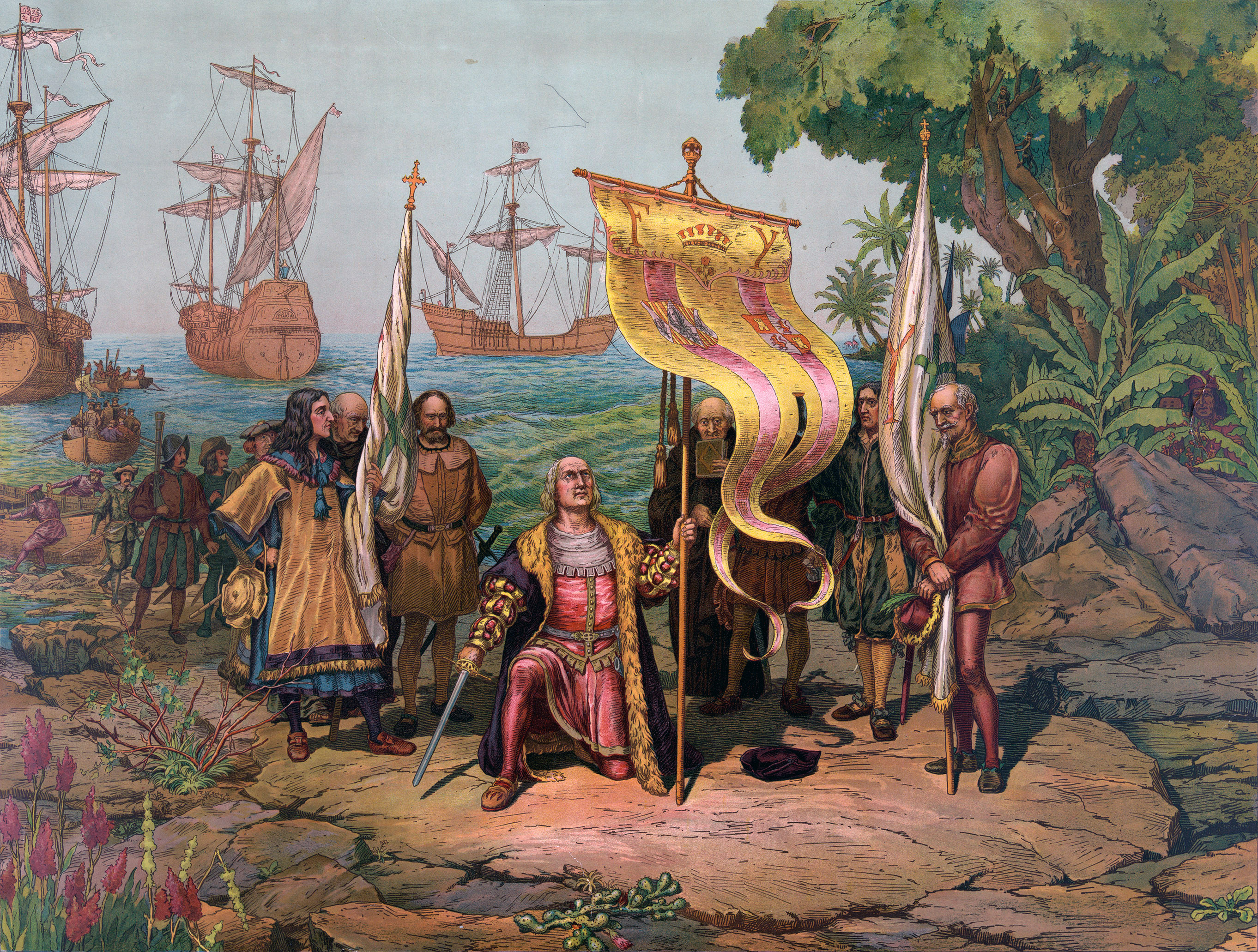
Колумб объявляет открытую землю собственностью испанского короля

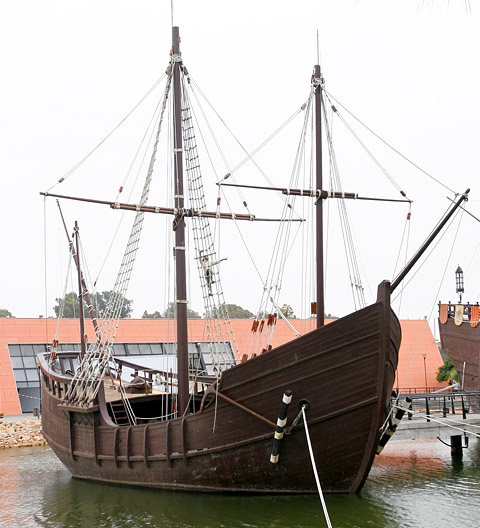
Точная копия каравеллы «Пинта» на причале в Палосе.

- 3 августа 1492 года — Колумб вывел корабли из гавани города Палос-де-ла-Фронтера.
- 6 сентября — После устранения течи на «Пинте» поход продолжен прямо на запад с острова Гомера (Канарские острова).
- 12 октября — в два часа пополуночи матросом Родриго де Триана с борта «Пинты» обнаружена земля.
- 13 октября — Колумб высадился на берег, водрузил на нём кастильское знамя, формально вступил во владение островом и составил об этом нотариальный акт. Остров назван Сан-Сальвадором (подробнее см. Гуанахани).
- 20 ноября 1492 года — Колумб обнаружил пропажу «Пинты». Два оставшихся судна продолжали путь на восток, пока не достигли восточной оконечности Кубы — мыса Майси.
- 6 января 1493 — у северного берега Эспаньолы «Нинья» натолкнулась на «Пинту».
- 16 января — два корабля вышли в обратный путь.
- 12 февраля — поднялась буря, и в ночь на 14 февраля корабли потеряли друг друга из виду. Шторм был столь сильным, что испанцы были готовы к неминуемой гибели.
- 15 марта — «Нинья» возвращается в Испанию. В тот же день туда приходит и «Пинта». Колумб привозит с собой туземцев (которых в Европе называют индейцами), немного золота, невиданные ранее в Европе растения, плоды и перья птиц.

## В искусстве
- Пинсон является одним из главных персонажей исторических романов о Колумбе Джеймса Фенимора Купера «Мерседес из Кастилии, или Путешествие в Катай» (1840) и Рафаэля Сабатини «Колумб» (1941).
- В художественных фильмах «1492: Завоевание рая» и «Христофор Колумб: Завоевание Америки», снятых к 500-летнему юбилею плавания Колумба, роль Мартина Пинсона сыграл французский актёр Чеки Карио.